# Olimpiada Artystyczna

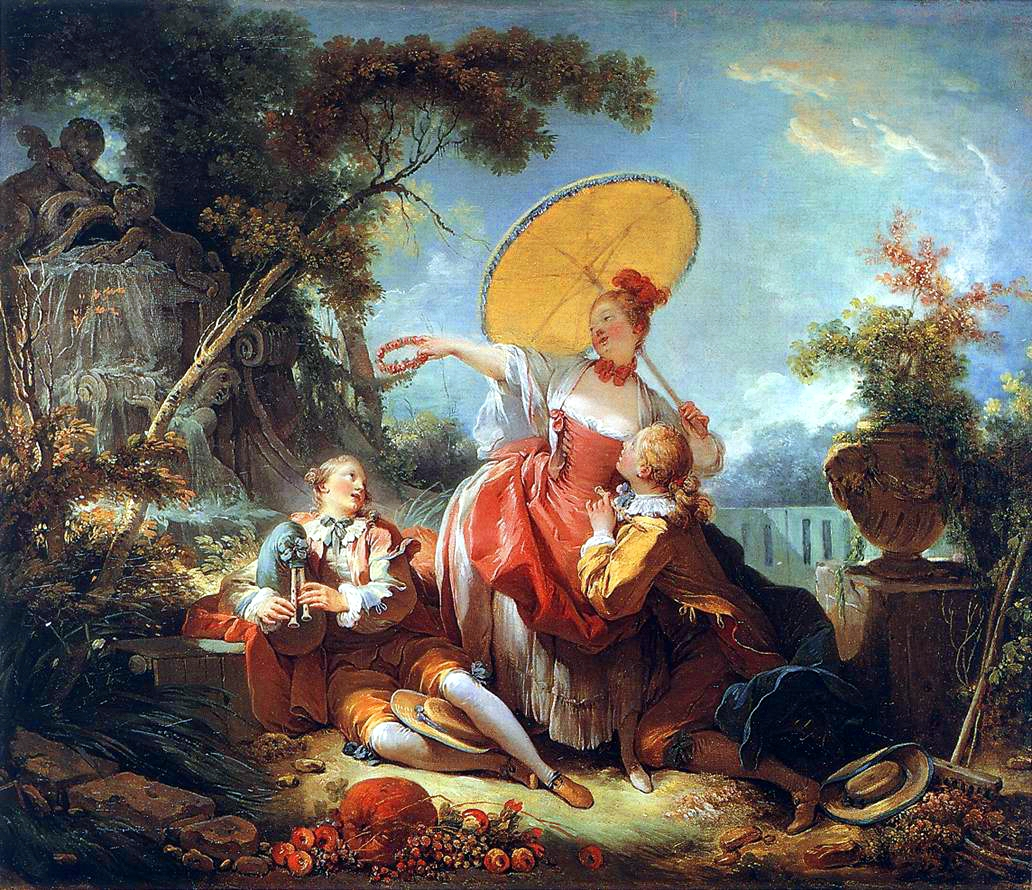
Fragonard Konkurs muzyczny (1754)

Olimpiada Artystyczna – olimpiada szkolna organizowana od 1976 przez Muzeum Narodowe w Warszawie, a od 2004 roku przez Stowarzyszenie Przyjaciół Olimpiady Artystycznej. Konkurs prowadzony jest w dwóch sekcjach: plastyki (historia sztuki) i muzyki (historia muzyki). Olimpiada Artystyczna jest adresowana do uczniów szkół ponadgimnazjalnych kończących się egzaminem maturalnym. Olimpiada jest finansowana przez Ministerstwo Edukacji Narodowej na podstawie wyników otwartego konkursu ofert.
Celem Olimpiady Artystycznej jest rozwijanie i pogłębianie zainteresowań młodzieży sztuką (muzyką i plastyką) polską i obcą. Program Olimpiady Artystycznej jest interdyscyplinarnym projektem edukacyjnym adresowanym zarówno do uczniów liceów ogólnokształcących, jak i średnich szkół artystycznych: muzycznych i plastycznych, realizowanym na drodze samokształcenia w oparciu o szczegółowe wytyczne programowe, zakres wymaganej literatury oraz pomocnicze wykłady, szkolenia i konsultacje. Zakłada uaktywnienie młodzieży w pozalekcyjnym trybie kształcenia i skłonienie jej do poszerzania wiedzy i pogłębiania umiejętności na poziomie wyższym od rutynowego szkolnego i łączy wiedzę z takich dziedzin jak: historia i teoria sztuki, historia i teoria muzyki, historia powszechna i Polski, ogólna historia kultury, historia literatury i obyczaju.
Tematy i zadania w poszczególnych etapach eliminacji różnią się poziomem trudności: w eliminacjach szkolnych (I st.) spełniają kryteria odpowiadające podstawie programowej na poziomie podstawowym, w eliminacjach okręgowych (II st.) wymagają wiedzy wykraczającej poza podstawę programową w zakresie rozszerzonym, a w centralnych (III st.) – znacznie wykraczają poza standardy wymagań egzaminu maturalnego z przedmiotów: historia sztuki i historia muzyki. W tematach przygotowywanych do I i II etapu eliminacji znajdują się często pytania i zadania związane z regionem zamieszkania ucznia, a także pytania odnoszące się nie tylko do zabytków, ale także do bieżącego życia kulturalnego regionu, z którego uczeń pochodzi.
Tytuł laureata i tytuł finalisty Olimpiady Artystycznej uprawnia do zwolnienia z egzaminu maturalnego odpowiednio: uczestników sekcji muzyki z historii muzyki, a uczestników sekcji plastyki z historii sztuki. Laureaci Olimpiady Artystycznej są przyjmowani na studia wyższe w zakresie historii sztuki (laureaci sekcji plastyki), muzykologii (sekcji muzyki) i kulturoznawstwa (laureaci obu sekcji) z pominięciem egzaminu wstępnego.